# Augusto Urresti
Augusto Urresti fue un político peruano. 
En 1884 formó parte de la Asamblea Constituyente, convocada por el presidente Miguel Iglesias después de la firma del Tratado de Ancón, que puso fin a la Guerra del Pacífico. Esta asamblea no solo ratificó dicho tratado, sino que también ratificó como presidente provisional a Miguel Iglesias, lo que condujo a la Guerra civil peruana de 1884-1885.